# Bellefontaine (Ohio)
Bellefontaine és una població dels Estats Units a l'estat d'Ohio. Segons el cens del 2000 tenia 13.069 habitants.

## Demografia
Segons el cens del 2000, Bellefontaine tenia 13.069 habitants, 5.319 habitatges, i 3.436 famílies. La densitat de població era de 576 habitants per km².
Dels 5.319 habitatges en un 34,1% hi vivien nens de menys de 18 anys, en un 45,7% hi vivien parelles casades, en un 14,4% dones solteres, i en un 35,4% no eren unitats familiars. En el 30,5% dels habitatges hi vivien persones soles l'11,9% de les quals corresponia a persones de 65 anys o més que vivien soles. El nombre mitjà de persones vivint en cada habitatge era de 2,43 i el nombre mitjà de persones que vivien en cada família era de 3,01.
Per edats la població es repartia de la següent manera: un 28,1% tenia menys de 18 anys, un 10% entre 18 i 24, un 29,1% entre 25 i 44, un 19,9% de 45 a 60 i un 12,9% 65 anys o més.
L'edat mediana era de 33 anys. Per cada 100 dones de 18 o més anys hi havia 86,4 homes.
Cap de les famílies estaven per davall del llindar de pobresa.

## Poblacions més properes
El següent diagrama mostra les poblacions més properes.